# ستانيمير ستويلوف
ستانيمير ستويلوف (بالبلغارية: Станимир Стоилов)‏ (13 فبراير 1967 بهاسكوفو في بلغاريا - ) هو مدرب كرة قدم ولاعب كرة قدم بلغاري في مركز الوسط. شارك مع منتخب بلغاريا لكرة القدم. أما مع النوادي، فقد لعب مع سسكا صوفيا وسلافيا صوفيا وفيتوريا دي غيماريش وليفسكي صوفيا ونادي فنربخشة وFC Haskovo ‏ وكامبومايورنسي ‏.

## روابط خارجية
- ستانيمير ستويلوف على موقع اتحاد تركيا (لاعب) (الإنجليزية)
- ستانيمير ستويلوف على موقع قاعدة بيانات كرة القدم.إي يو (الإنجليزية)
- ستانيمير ستويلوف على موقع ناشيونال فوتبول تيمز (الإنجليزية)